# Isolo (Verona)
L'Isolo, un tempo chiamato Isolo di San Tommaso (o di San Tomaso, dalla chiesa di San Tomaso Cantuariense, principale edificio religioso che vi sorge), è una zona del quartiere di Veronetta a Verona che un tempo formava una vera e propria isola fluviale delimitata a ovest dall'Adige e a est dal canale dell'Acqua Morta, ora interrato. L'isola, plasmata dalle esondazioni del fiume, era divisa a sua volta in due parti da un canale minore: vi erano quindi l'Isolo vero e proprio e l'Isoletto. Mentre l'Isolo venne ben presto intensamente edificato e abitato, l'Isoletto rimase inedificato e, una volta interrati il canale secondario e il canale dell'Acqua Morta, lasciò spazio all'attuale piazza Isolo.

## Storia e descrizione
La prima menzione certa dell'Isolo risale al 1171. Un documento dell'epoca, infatti, attesta che il vescovo Ognibene concesse in perpetuo a un gruppo di cittadini veronesi un vasto appezzamento di terreno situato nell'isola, al tempo appartenente al vescovado. Questa concessione segnò l'inizio di un processo di urbanizzazione che vide la suddivisione dell'isola in lotti destinati alla costruzione di abitazioni. La pianificazione dell'area prevedeva la realizzazione di una struttura viaria piuttosto razionale e che ben si adattava alla peculiare morfologia locale: fu realizzata una larga strada centrale, corrispondente all'attuale via Santa Maria Rocca Maggiore, che proseguiva fino al punto in cui poi sarebbe stato realizzato il ponte delle Navi, che collegava l'isola al resto della città, mentre ai lati furono previste due strade minori, parallele al fiume, che garantivano l'accesso alle case affacciate sull'Adige. Perpendicolarmente a queste strade longitudinali, si sviluppò una rete di vie secondarie, la cui principale conduceva al ponte Nuovo, inizialmente in legno e poi ricostruito in muratura.

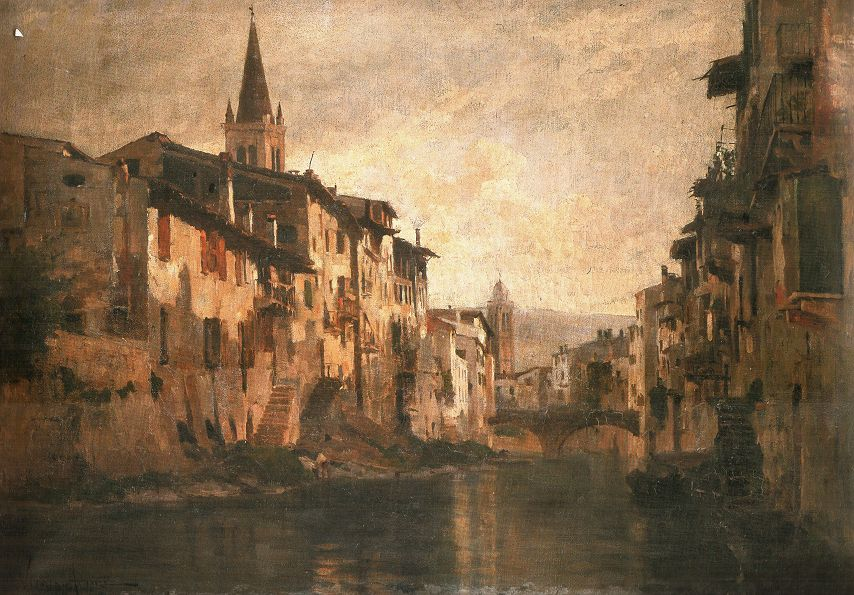
Il canale dell'Acqua Morta in un dipinto del 1882 di Vittorio Avanzi. Oltre il ponte sullo sfondo si trovava l'Isoletto, che poi avrebbe lasciato lo spazio a piazza Isolo

Nel corso del tempo, lungo le arterie, sorsero numerose abitazioni e alcuni luoghi di culto: la chiesa di San Tommaso Cantuariense e la chiesa di Santa Maria Rocca Maggiore. Una cronaca di Torello Saraina ci informa di un devastante incendio che, nel 1334, distrusse completamente gli edifici dell'Isolo, incluso il ponte Nuovo, allora interamente in legno. Questo evento testimonia la presenza, già a metà del XIV secolo, di un importante insediamento abitato sull'isola, composto da edifici sia in muratura che in legno. Inoltre, sul finire del secolo, Cansignorio della Scala collegò l'Isolo al monumentale ponte delle Navi tramite una rampa che si innestava quasi al centro del ponte.
L'estremità settentrionale dell'Isolo e dell'Isoletto, caratterizzata da un terreno ghiaioso e soggetta alle piene del fiume, era meno densamente abitata rispetto al resto dell'isola e per questo divenne un'area importante per il commercio fluviale. Già dal Trecento, infatti, i radaroli (ovvero zatterieri) vi costruirono numerosi pontili in legno, accessibili sia dall'Isolo che direttamente da Veronetta tramite un ponte ligneo chiamato piagnolus (collocato grossomodo in corrispondenza dell'attuale via ponte Pignolo). Qui attraccavano le zattere cariche di merci, specialmente legname, che venivano poi depositate nei fondaci, ovvero magazzini situati al pian terreno e costruiti direttamente sulle sponde del fiume. Con lo sviluppo del commercio, l'Isolo conobbe una notevole crescita urbanistica tra il XV e il XVIII secolo, tanto da essere diviso in due contrade, quella dell'Isolo di Sopra e quella dell'Isolo di Sotto, corrispondenti alle zone poste a nord e a sud dell'odierna via Carducci.

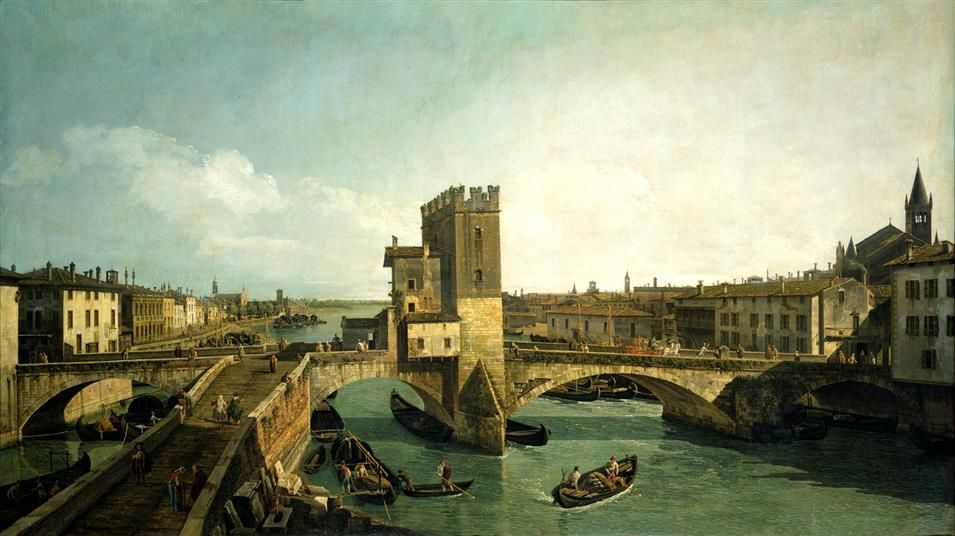
Le numerose imbarcazioni, cariche di merci provenienti dall'Adriatico, affollavano l'area di ponte Navi, di cui si vede sulla sinistra la rampa che partiva dall'Isolo

Successivamente nella parte meridionale dell'isola, in prossimità del ponte delle Navi, sorse la dogana per le merci provenienti da Venezia e dall'Adriatico, anche se già da tempo attraccavano in loco le imbarcazioni cariche di sale, vino, ferro, cuoio, olio e spezie. La presenza di un'attività commerciale così fiorente contribuì ad attirare l'interesse di numerose famiglie, sia nobili che mercantili, che tra XVI secolo e XIX secolo costruirono eleganti dimore sull'Isolo. Inoltre nel XVII secolo venne realizzato il primo teatro pubblico a palchetti di Verona: inaugurato nel 1651 all'interno di un magazzino di proprietà del mercante Francesco Desiderato, questo teatro, nonostante la sua breve vita, rappresentò un importante punto di riferimento per la vita sociale della città.

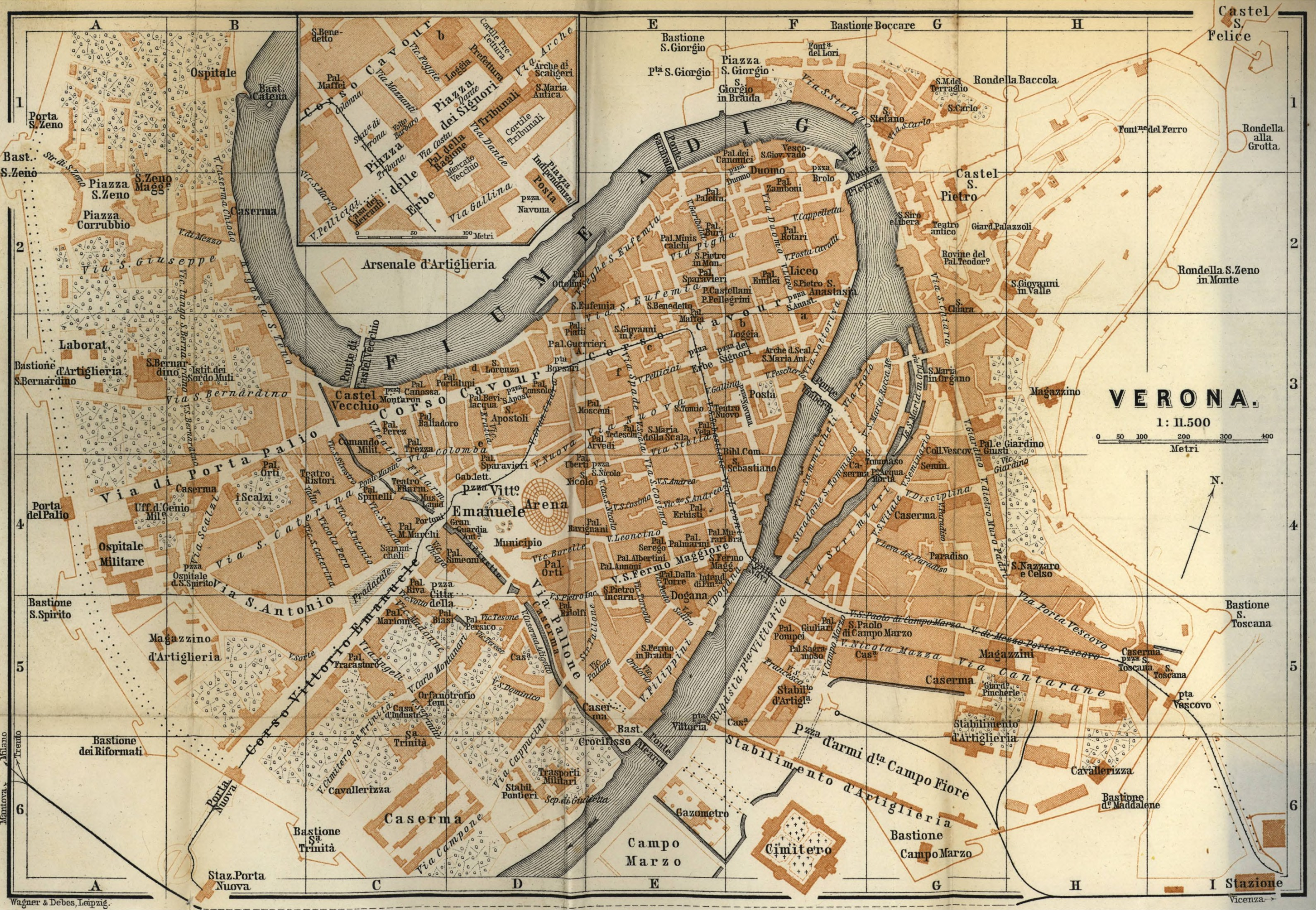
Mappa di Verona del 1883 che documenta la configurazione urbana precedente alla riqualificazione dell'area dell'Isolo e dell'Isoletto

La grave inondazione di Verona del 1882 colpì duramente la città, e l'Isolo non fece eccezione. Secondo una stima della commissione di ingegneri nominata dal sindaco Giulio Camuzzoni, solo nelle due contrade dell'Isolo si registrarono tredici crolli totali, trenta edifici gravemente danneggiati e centosettanta con danni minori. Negli anni successivi, furono abbattute altre decine di case, mentre un centinaio furono infine espropriate e demolite per far fronte ai lavori di costruzione dei muraglioni e di rettifica dell'alveo del fiume, opere che portarono anche all'interramento del canale dell'Acqua Morta e alla creazione di piazza Isolo. L'inondazione segnò la fine dell'Isolo come lo si era conosciuto fino a quel momento, con le sue caratteristiche peculiari legate all'attività fluviale, anche se va sottolineato che questa trasformazione avvenne in un momento in cui l'economia legata al fiume era già in declino da diversi decenni.